# Herczegh Anita
Herczegh Anita (Budapest, 1964 –) magyar jogász, a Magyar Máltai Szeretetszolgálat és 2022-től a Katolikus Karitász jószolgálati nagykövete, Áder János felesége.

## Élete

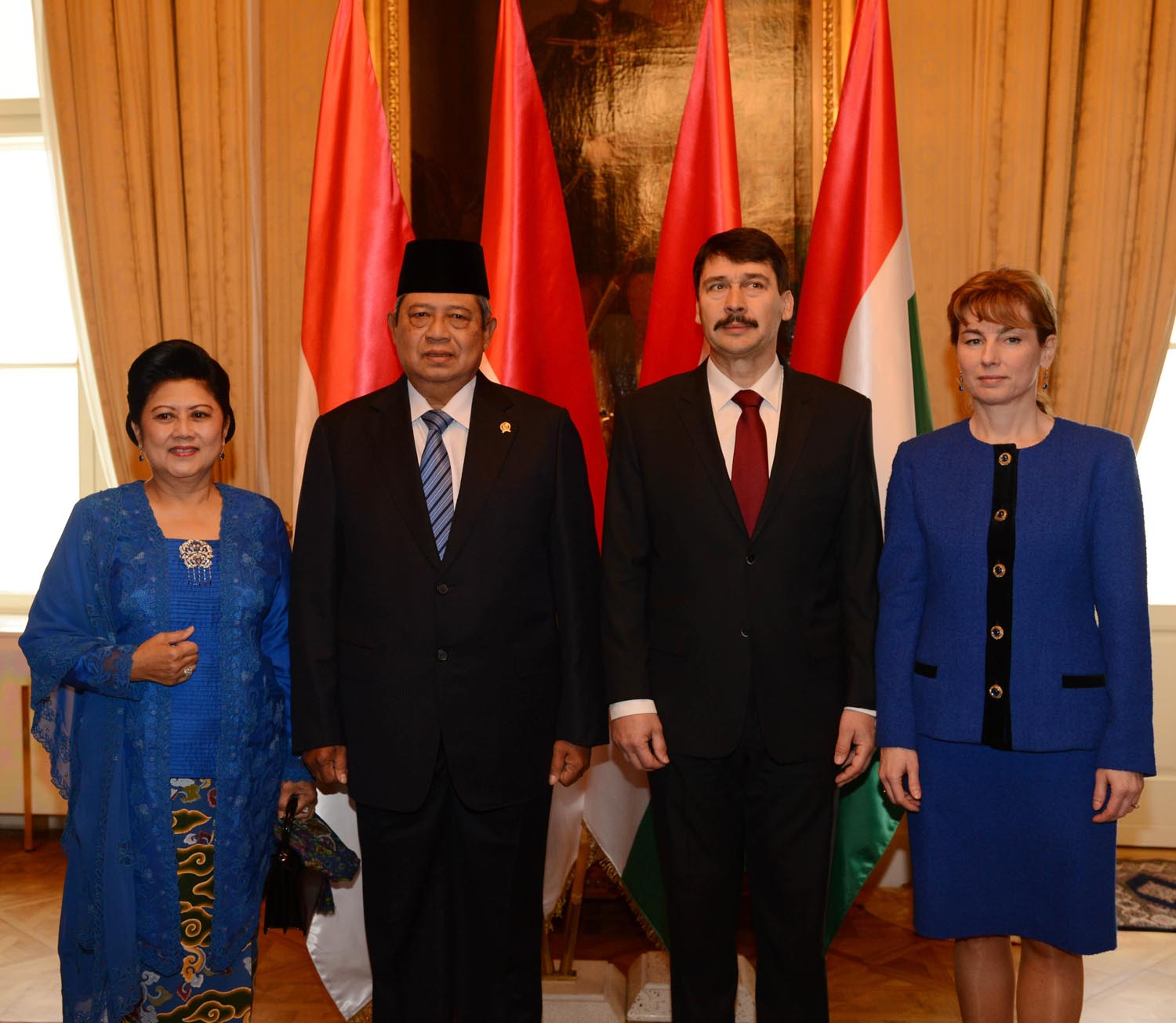
Az indonéz és a magyar elnöki házaspár, 2013-ban

Az Eötvös Loránd Tudományegyetem Jogi Karára – ahol a pécsi középiskolai évek után folytatta tanulmányait – a humán tudományok, a történelem és a kultúra iránti érdeklődés vonzotta.
1987-ben szerzett jogi diplomát, majd bírói hivatása önkéntes átmeneti felfüggesztéséig a Fővárosi Törvényszék Cégbíróságán dolgozott.

## Családja
Édesapja Herczegh Géza volt alkotmánybíró, illetve a hágai Nemzetközi Bíróság volt bírája. Édesanyja Petneházy Melinda. Testvére Herczegh Károly.
Férje Áder János Magyarország köztársasági elnöke, akivel az egyetemen ismerkedett meg, és 1984-ben házasodtak össze.
Három leány- és egy fiúgyermek édesanyja. Gyermekei közül Borbála (1988), a legidősebb lány maga is jogász lett. András (1990) gazdasági főiskolát végzett, 2014. október 17-től kiemelt multimédiás újságíró beosztásban alkalmazza az állami MTVA. Orsolya (1993) a művészetek iránt érdeklődik, s a legkisebb, Júlia (2002 v. 2003).